# Стрешнєво (станція МЦК)
Стрешнєво (проектна назва — Волоколамська) — пасажирська платформа Московської залізниці, що є зупинним пунктом міського електропоїзда — Московського центрального кільця. Відкрита 10 вересня 2016 року. Названа по району Покровсько-Стрешнєво, поруч з яким розташована.
Платформа Стрешнево розташована між пасажирськими платформами Балтійська та Панфіловська, на межі районів Сокіл і Щукино. Виходи зі станції — до Світлого проїзду і до 1-го Красногорського проїзду.
Поруч з платформою має бути побудовано однойменний транспортно-пересадний вузол. Згідно з проектом, пасажиропотік зупинного пункту Стрешнєво складе близько 5,7 тисяч осіб в годину пік. На станції заставлено тактильне покриття. 

## Пересадки
- Войковська
- Стрешнєво
- Автобуси: 023, 030, 243, 460, 621